# Elisabeth Eisler

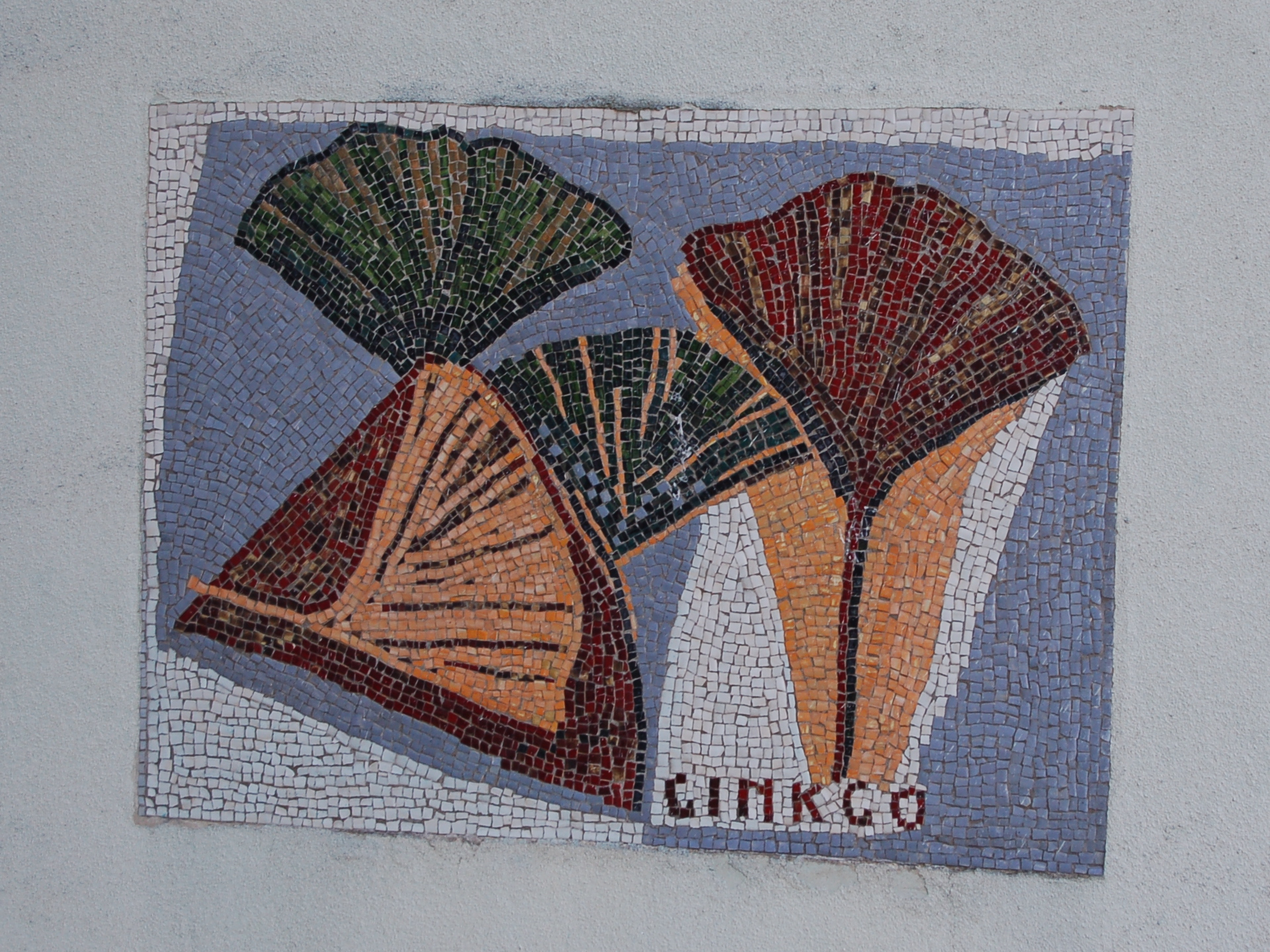
Elisabeth Eisler: Ginkgoblätter-Mosaik im Ernest-Bevin-Hof, Hernals

Elisabeth Eisler (* 15. Mai 1920 in Wien; † 29. Februar 1976 ebenda) war eine österreichische Keramikerin und Grafikerin.

## Leben

### Herkunft und Ausbildung
Elisabeth Eisler war die Tochter eines Wiener Beamten. Sie besuchte zunächst von 1934 bis 1939 die Kunstschule Wiener Frauenakademie. 1941 trat sie an die Akademie der bildenden Künste Wien über, wo sie Malerei in der Klasse von Herbert Dimmel studierte. Von den Nationalsozialisten als „Mischling 2. Grades“ eingestuft, musste sie bald darauf einen Antrag stellen, um weiterstudieren zu dürften, der vom Rektorat jedoch abgelehnt wurde. Eisler war daraufhin gezwungen, das Studium nach einem Semester abzubrechen. Nach Ende des Zweiten Weltkriegs schrieb sie sich 1945 wieder an der Akademie ein, wo sie eine Schülerin von Sergius Pauser wurde, und schloss 1947 mit Diplom ab.

### Wirken als Keramikkünstlerin
Eisler war künstlerisch überwiegend als Keramikerin aktiv. Dabei setzte sie keine Töpferscheibe ein, sondern baute ihre Gefäße durch das Aufeinanderlegen von Tonringen und anschließendes Kneten und Formen. Es entstanden formstrenge, wuchtige, urtümlich wirkende Gefäße und Gefäßgruppen mit meistens einfarbigen Glasuren. Sie schuf auch eine Reihe von Baudekorationen in Wien, unter anderem in Form von Mosaiken.
1941 präsentierte Eisler ihre Keramiken erstmals in Gmunden, wo sie sich auch während Luftangriffe auf Wien aufhielt. 1960 und 1971 erhielt sie den Förderpreis des Wiener Kunstfonds der Zentralsparkasse. Nach Ausstellungen in verschiedenen Wiener Galerien wurden ihre Werke 1971/1972 im Rahmen der von einem Katalog begleiteten Einzelausstellung Freigebaute Keramik im Museum für angewandte Kunst in Wien gezeigt.
Eislers Werkstatt und Verkaufslokal befanden sich auf dem Heiligenstädter Pfarrplatz im Wiener Gemeindebezirk Döbling.

### Beziehung zu Randall Jarrell
1948 lernte Elisabeth Eisler in Salzburg den Dichter Randall Jarrell kennen, als er dort Vorlesungen am Salzburg Seminar über amerikanische Poesie hielt, die sie besuchte. Sie verbrachten einen Sommer miteinander, wobei ihre Beziehung platonisch geblieben sein soll, und tauschten danach rund 70 Briefe mit teilweise romantischem Charakter aus. Der zu dieser Zeit verheiratete Jarrell beschloss schließlich, diese Art des Briefwechsels zu beenden und bei seiner Ehefrau zu bleiben. Bald darauf ließ er sich dennoch scheiden und heiratete 1952 seine zweite Frau, die Studentin Mary von Schrader. Diese veröffentlichte die hauptsächlich aus dem Herbst 1949 stammende Korrespondenz zwischen Jarrell und Eisler, nachdem beide verstorben waren, zunächst auszugsweise in einem Artikel in der Zeitschrift The American Poetry Review (1977) und später in einem Sammelband mit einer Auswahl seiner Briefe (erste Ausgabe 1986).
Nachdem Jerrell Eisler kennengelernt hatte, begann er verstärkt aus dem Blickwinkel von Frauen und Kindern zu schreiben. Er verwendete Wendungen aus Eislers Briefen in einigen seiner Gedichte, die 1951 in dem Band The Seven-League Crutches erschienen. Sowohl von ihr beschriebene Traum- und Fantasieszenen als auch wirklich Erlebtes fanden Eingang in seine Werke. So stammen beispielsweise die Worte einer alten Frau in dem Gedicht Hohensalzburg, die zu Heirat und Kindern rät, aus einem von Eisler während des Zweiten Weltkriegs in Gmunden geführten Gespräch mit einer bäuerlichen Töpferin, welche die Konzentration der jungen Frau auf die Kunst missbilligte.

## Werke (Auswahl)

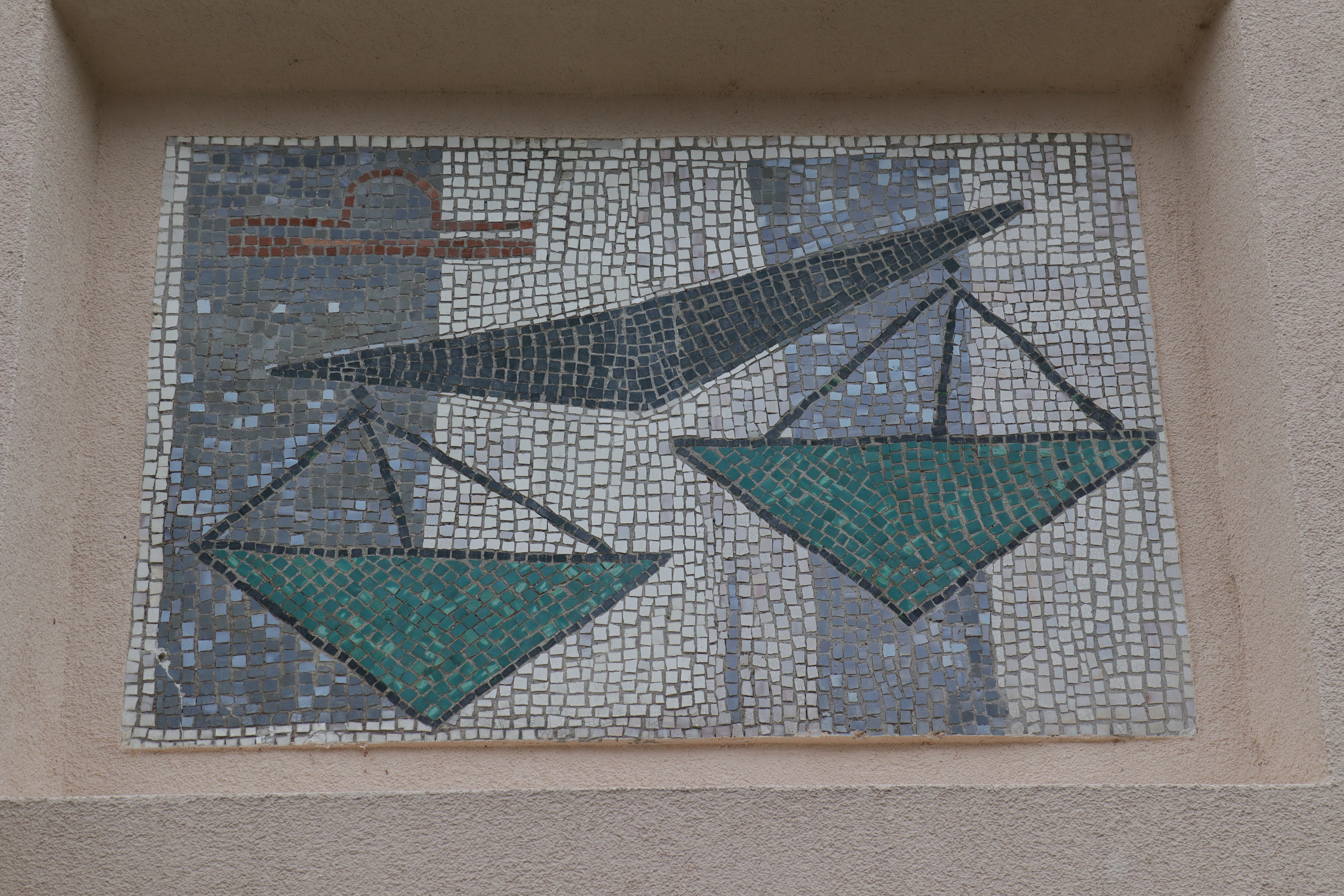
Eislers Waage-Mosaik an einem Wohnhauseingang, Siedlung Jedlesee

- Steinbock und Waage, Mosaike, 21. Wiener Bezirk, an Stiegenzugängen in der 1949–1955 errichteten Wohnhausanlage Jedleseer Straße 79–95 („Siedlung Jedlesee“)[8]
- Ginko- und Kastanienblätter, Mosaike, 1955–1957, 17. Wiener Bezirk, Andergasse 12–22 (Ernest-Bevin-Hof)
- Vogelbrunnen, 1976, 19. Wiener Bezirk, Billroth-Straße 42–48 (Rosa-Albach-Retty-Hof)[2]